# Synchrocyklotron
Synchrocyklotron, fazotron – akcelerator cząstek rodzaj cyklotronu o zmiennej częstotliwości pola elektrycznego, tak dobranej, aby kompensowało ono relatywistyczny wzrost masy, który wywołuje wzrost czasu obiegu cząstek przy zbliżaniu się ich prędkości do prędkości światła w próżni.
Idee działania urządzenia przedstawił w 1943 Marcus Oliphant, a pierwszy synchrocyklotron skonstruował Władimir Weksler w ZSRR w roku 1945.
Częstotliwość cyklotronową w mechanice relatywistycznej opisuje wzór:
{\displaystyle f=f_{c}{\frac {m_{0}}{m_{0}+T/c^{2}}},}
gdzie:
- {\displaystyle f_{c}} – częstotliwość w przybliżeniu klasycznym,
- {\displaystyle T} – energia kinetyczna cząstki,
- {\displaystyle m_{0}} – masa spoczynkowa cząstki,
- {\displaystyle c} – prędkość światła w próżni.

Energia kinetyczna cząstki jest proporcjonalna do liczby przebiegów cząstki w akceleratorze, w związku z tym energia kinetyczna jest proporcjonalna do czasu przyspieszania cząstki. Dlatego w powyższym wzorze energia może być zastąpiona wielkością proporcjonalną do czasu.
Zobacz też
Cyklotron – matematyczne podstawy działania cyklotronów.